# Kerkaszentkirály, Zala
Kerkaszentkirály  este un sat în districtul Letenye, județul Zala, Ungaria, având o populație de 248 de locuitori (2011). 

## Demografie
Componența etnică a satului Kerkaszentkirály
     Maghiari (97,61%)
     Germani (2,39%)
Componența confesională a satului Kerkaszentkirály
     Romano-catolici (77,42%)
     Necunoscută (22,58%)
Conform recensământului din 2011, satul Kerkaszentkirály avea 248 de locuitori. Din punct de vedere etnic, majoritatea locuitorilor (97,61%) erau maghiari, cu o minoritate de germani (2,39%).  Din punct de vedere confesional, majoritatea locuitorilor (77,42%) erau romano-catolici. Pentru 22,58% din locuitori nu este cunoscută apartenența confesională.